# Прокуратура Москвы

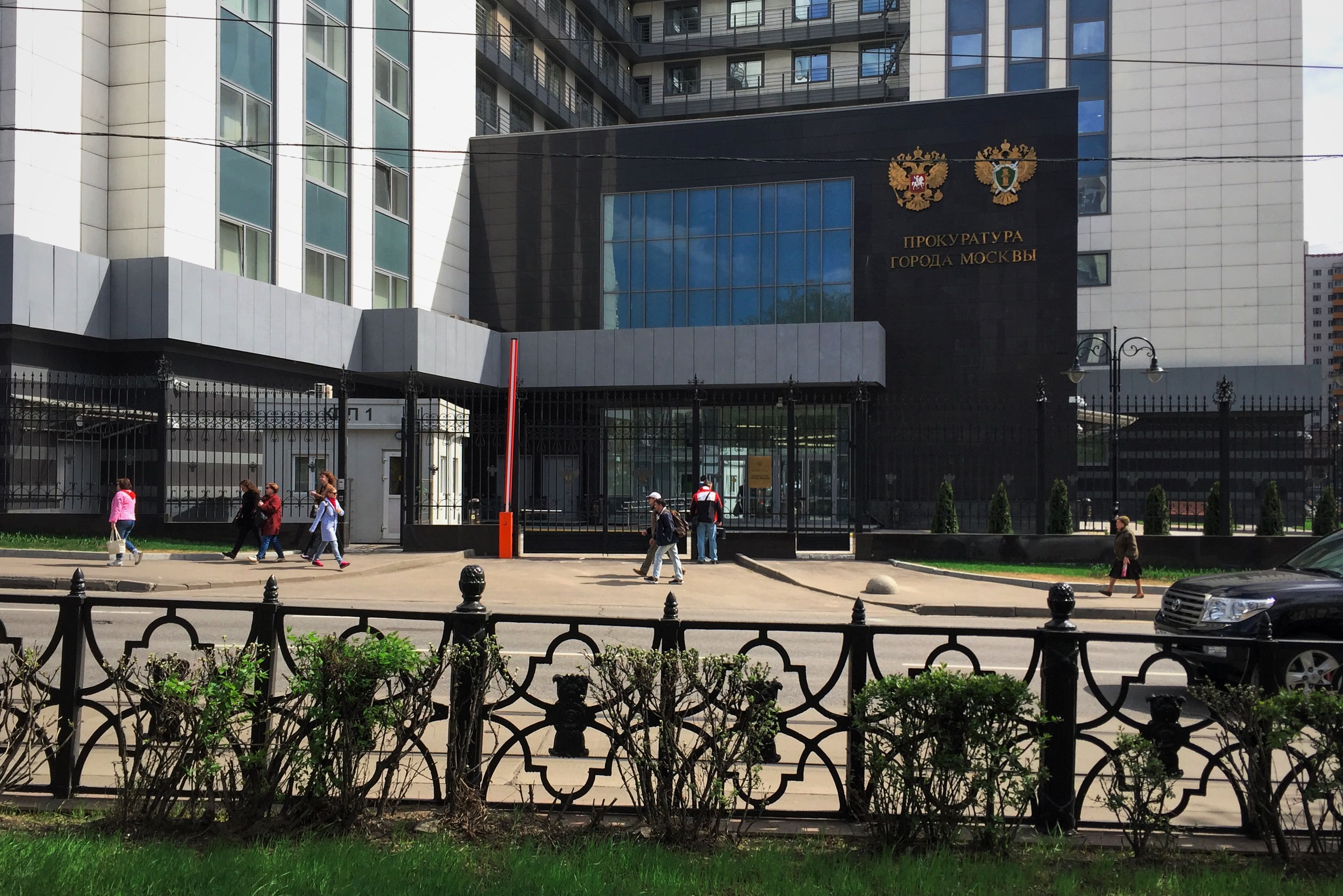
Площадь Крестьянская Застава, 1. Главный вход в новое здание прокуратуры г. Москвы

Прокуратура Москвы — государственный орган, осуществляющий на территории Москвы надзор за соблюдением законов, действующих на территории России.
В состав Прокуратуры г. Москвы входят прокуратуры административных округов города. Прокуратура административных округов осуществляет государственный надзор за соблюдением законов в пределах границ территории округа.
Задачами городской прокуратуры являются прокурорский надзор по Москве, руководство районными прокурорами Москвы, надзор за местами заключения города Москвы и их работниками, надзор за московской полицией и следователями, правовое просвещение населения Москвы.
Адрес прокуратуры Москвы: 109147, г. Москва, площадь Крестьянская Застава, д. 1.
Прокурором Москвы с 28 ноября 2024 года является Максим Жук.

## История
Прокуратура Москвы была создана Постановлением Всесоюзного Центрального исполнительного Комитета и Совета Народных комиссаров РСФСР в 1933 году.
В годы Великой Отечественной войны прокуратура Москвы имела название Московская городская военная прокуратура, с 1944 года — Московская городская прокуратура. В Великую Отечественную войну часть архивов прокуратуры была эвакуирована, а документация за период с 1933 по 1945 год при этом оказалась уничтожена.
В разное время в составе прокуратуры Москвы было разное количество районных прокуратур, районные преобразовывались в межрайонные, изменялись названия межрайонных прокуратур.

## Структура
Прокуратура Москвы включает в себя одиннадцать окружных (Центрального, Западного, Северного, Южного, Восточного, Зеленоградского и др.), 32 межрайонные (Дорогомиловская, Коптевская, Солнцевская, Тверская и др.), межрайонную природоохранную, по надзору за исполнением законов на особо режимных объектах, прокуратуру Московского метрополитена, центральный аппарат, состоящий из 18 управлений и отделов.
На 2015 год в прокуратуре Москвы работали 1744 человека, включая 1343 прокурорских работника и 250 федеральных государственных служащих.

## Руководство
В разное время прокурорами г. Москвы являлись:
| №  | ФИО             | Начало работы | Конец работы |
| -- | --------------- | ------------- | ------------ |
| 1  | Филиппов А. В.  | 1933          | 1937         |
| 2  | Маслов К. И.    | 1937          | 1938         |
| 3  | Муругов А. И.   | 1938          | 1940         |
| 4  | Самарин П. Н.   | 1940          | 1944         |
| 5  | Васильев А. Н.  | 1944          | 1952         |
| 6  | Белкин Б. Ф.    | 1952          | 1961         |
| 7  | Мальков М. Г.   | 1961          | 1983         |
| 8  | Емельянов С. А. | 1983          | 1984         |
| 9  | Скаредов Г. И.  | 1984          | 1987         |
| 10 | Баранов Л. П.   | 1987          | 1989         |
| 11 | Пономарёв Г. С. | 1989          | 1995         |
| 12 | Герасимов С. И. | 1995          | 2000         |
| 13 | Авдюков М. А.   | 2000          | 2003         |
| 14 | Зуев А. И.      | 2004          | 2006         |
| 15 | Сёмин Ю. Ю.     | 2006          | 2011         |
| 16 | Куденеев С. В.  | 2011          | 2015         |
| 17 | Чуриков В. В.   | 2015          | 2018         |
| 18 | Попов Д. Г.     | 2019          | 2024         |
| 19 | Жук М. С.       | 2024          | н. в.        |